# Pretty Boy
Pretty Boy – album studyjny polskiego rapera White’a 2115. Został wydany 24 czerwca 2022 roku przez wytwórnię SBM Label.
Album uzyskał status poczwórnej platynowej płyty (2022). Album dotarł do pierwszego miejsca listy sprzedaży OLiS.

## Lista utworów
Opracowano na podstawie materiału źródłowego.
1. Intro
2. 18
3. Broly
4. RiRi
5. Pierwszy raz (gościnnie: Kinny Zimmer)
6. Easy Rider
7. Milanówek Callin' (gościnnie: Palar)
8. Pretty Boy
9. Bulletproof
10. Najmłodszy Łajcior
11. Buch na dwóch (gościnnie: Białas)
12. Sąsiedzi
13. Afterparty
14. Śliczny chłopiec
15. Booker (baw się)
16. Traplife